# Marif Pirajew
Marif Pirajew (ang. Marif Piraev, ros. Мариф Пираев ur. 3 stycznia 1993 w Nowym Borchu) – rosyjski zawodnik mieszanych sztuk walki (MMA) oraz sambista pochodzenia rutulskiego. Mistrz GMP w wadze półśredniej z 2017.

## Życiorys i przeszłość sportowa[2]
Z pochodzenia jest rutulianinem. Pirajew urodził się w Dagestanie we wsi w Nowym Borchu. Jest synem Telmana Pirajewa, który także był zawodnikiem MMA.
Sport zaczął uprawiać od 10 roku życia, zaczynając grać w piłkę nożną, gdzie należał do rosyjskiego klubu piłkarskiego Łokomotiw Petersburg w 1993 roku.
W wieku 13 lat ojciec wysłał go do szkoły boksu w Moskwie. Po 3 latach nauki, w wieku 16 lat przeniósł się do szkoły bokserskiej CSKA i trenował tam przez kolejne 2 lata pod okiem Olega Morozowa.
W wieku 18 lat zawodnik Rasuł Mirzajew zaprosił go do trenowania w szkole sportowej Sambo-70, gdzie jego trenerem został Nikołaj Elesin. W Sambo-70, w krótkim czasie opanował umiejętności zapaśnicze.
Pirajew jest Mistrzem Rosji w Sambo i medalistą mistrzostw Rosji w boksie. Posiada klasę mistrzowską w sambo i sambo bojowym. Zwyciężył w prestiżowych zawodach w formule grappling – podczas mistrzostw Moskwy zorganizowanych pod egidą FILA.

## Kariera MMA
Karierę zawodową w mieszanych sztukach walki rozpoczął w 2011 roku.
31 października 2015 zadebiutował dla największej polskiej organizacji – Konfrontacji Sztuk Walki. Podczas gali KSW 32: Road to Wembley przegrał walkę z Mateuszem Gamrotem. Pojedynek był nieoficjalnym eliminatorem do walki o pas mistrzowski KSW w wadze lekkiej.
3 czerwca 2017 zdobył pas mistrzowski federacji Golden Medal Promotion w wadze półśredniej.
14 grudnia 2019 został mistrzem świata w sambo bojowym.
13 grudnia 2019 miał stoczyć walkę o pas mistrzowski federacji Babilon MMA w kategorii półśredniej (77,1 kg/ 170 lbs) z mistrzem Danielem Skibińskim, jednak Pirajew wycofał się z tej walki z nieznanych przyczyn. Nowym rywalem Skibińskiego został były rywal Pirajewa, Lom-Ali Nalgiew.

## Lista zawodowych walk w MMA[8]
| Wynik     | Bilans | Przeciwnik (bilans przed walką) | Rozstrzygnięcie                  | Runda | Czas | Gala                                             | Data       | Miejsce       | Uwagi                                                                       |
| --------- | ------ | ------------------------------- | -------------------------------- | ----- | ---- | ------------------------------------------------ | ---------- | ------------- | --------------------------------------------------------------------------- |
| Wygrana   | 34-5-1 | Nariman Abbasov (29-6)          | Decyzja (niejednogłośna)         | 5     | 5:00 | Hype FC: Piraev vs. Abbasov                      | 01.11.2024 | Moskwa        | Zdobył pas mistrzowski Hype FC w wadze półśredniej. Main Event              |
| Wygrana   | 33-5-1 | Maksym Butorin (23-6-1)         | Poddanie (duszenie zza pleców)   | 2     | 3:02 | AMC Fight Nights 122: Piraev vs. Butorin         | 10.11.2023 | Moskwa        | Main Event                                                                  |
| Przegrana | 32-5-1 | Nariman Abbasov (27-3)          | TKO (przerwanie przez narożnik)  | 2     | 5:00 | AMC Fight Nights 112: Abbasov vs. Piraev         | 10.06.2022 | Moskwa        | Pojedynek o pas mistrzowski Fight Nights w wadze półśredniej. Main Event    |
| Wygrana   | 32-4-1 | Kuat Chamitow (23-6-2)          | Decyzja (niejednogłośna)         | 3     | 5:00 | AMC Fight Nights: Donskoy Ataman                 | 24.09.2021 | Soczi         | Walka w umownym limicie -75 kg. Main Event                                  |
| Wygrana   | 31-4-1 | Nikita Solonin (5-3)            | Poddanie (duszenie zza pleców)   | 1     | 0:58 | Hardcore FC                                      | 01.07.2021 | Moskwa        | Main Event                                                                  |
| Wygrana   | 30-4-1 | Stepan Lukownikow (0-2)         | TKO (ciosy pięściami)            | 1     | 2:30 | Hype FC 1: Piraev vs. Lukovnikov                 | 22.06.2021 | Moskwa        | Main Event                                                                  |
| Przegrana | 29-4-1 | Timur Nagibin (16-5)            | Decyzja (niejednogłośna)         | 3     | 5:00 | RCC: Intro 9                                     | 10.10.2020 | Jekaterynburg | Powrót do wagi półśredniej.                                                 |
| Wygrana   | 29-3-1 | Serik Ażhibajew (9-3)           | TKO (poddanie przez narożnik)    | ?     | ?    | Fight For Hype 8                                 | 09.12.2019 | Moskwa        | Debiut w wadze średniej.                                                    |
| Przegrana | 28-3-1 | Rodrigo Caporal (14-8)          | Decyzja (niejednogłośna)         | 3     | 5:00 | MFP 231: Governor’s Cup                          | 30.11.2019 | Władywostok   | Powrót do kategorii półśredniej. Main Event                                 |
| Wygrana   | 28-2-1 | Alexey Valivakhin (13-14)       | TKO (ciosy pięściami)            | 1     | 2:40 | TGC – Titan Global Championship                  | 04.05.2019 | Tbilisi       |                                                                             |
| Wygrana   | 27-2-1 | Nandin-Erdene Munguntsooj (8-5) | Decyzja (jednogłośna)            | 3     | 5:00 | MFP 227 – Mayor’s Cup                            | 13.04.2019 | Chabarowsk    | Co-Main Event                                                               |
| Wygrana   | 26-2-1 | Tzvetelin Gerginov (5-1)        | Poddanie (omoplata)              | 2     | 1:37 | PGC 1 – Premier Global Championship              | 07.12.2018 | Dubai         | Main Event                                                                  |
| Wygrana   | 25-2-1 | Aleksandr Makowoz (14-0)        | KO/TKO?                          | 1     | 0:13 | Cage of Glory                                    | 10.10.2018 | Moskwa        | Main Event                                                                  |
| Wygrana   | 24-2-1 | Eduard Wdowenkow (0-0)          | Poddanie (duszenie gilotynowe)   | 1     | 0:39 | Thunder 6 – Mirzoev vs. Mikhteev                 | 29.09.2018 | Moskwa        | Main Event                                                                  |
| Wygrana   | 23-2-1 | Jim Alers (14-3)                | Poddanie (duszenie anakonda)     | 2     | 2:24 | IFAVIS – Crimea Rush: Piraev vs. Alers           | 29.08.2018 | Krym          | Main Event                                                                  |
| Wygrana   | 22-2-1 | Arsen Nersesjan (10-3-1)        | Poddanie (abdominal stretch)     | 1     | 1:02 | GR Promotion – Thunder 5                         | 26.05.2018 | Moskwa        | Main Event                                                                  |
| Wygrana   | 21-2-1 | Abakar Magomiedow (0-0)         | Poddanie (duszenie trójkątne)    | 1     | 1:05 | GR Promotion – Thunder 5                         | 26.05.2018 | Moskwa        |                                                                             |
| Przegrana | 20-2-1 | Tofiq Musayev (12-3)            | TKO (ciosy pięściami w parterze) | 1     | 3:24 | WFCA 48 – Zhamaldaev vs. Khasbulaev 2            | 04.05.2018 | Baku          | Co-Main Event                                                               |
| Wygrana   | 20-1-1 | Naoyuki Kotani (34-15-7)        | Decyzja (jednogłośna)            | 3     | 5:00 | WFCA 44 – Grozny Battle                          | 17.12.2017 | Grozny        | Powrót do wagi lekkiej.                                                     |
| Wygrana   | 19-1-1 | Gilmar Dutra Lima (27-16-1)     | Poddanie (duszenie zza pleców)   | 2     | 2:50 | GM Promotion – GM World League 2                 | 03.06.2017 | Moskwa        | Powrót do wagi półśredniej. Zdobył pas mistrzowski GMP w wadze półśredniej. |
| Przegrana | 18-1-1 | Mateusz Gamrot (9-0)            | TKO (ciosy pięściami w parterze) | 2     | 3:21 | KSW 32: Road to Wembley                          | 31.10.2015 | Londyn        | Powrót do wagi lekkiej. Debiut w KSW                                        |
| Wygrana   | 18-0-1 | Grigorij Kiczigin (8-3)         | Decyzja (jednogłośna)            | 3     | 5:00 | Fight Nights – Sochi                             | 31.07.2015 | Soczi         |                                                                             |
| Wygrana   | 17-0-1 | Kirill Suchomlinow (19-5)       | TKO (ciosy pięściami)            | 3     | 1:57 | Fight Nights – Cup of Moscow                     | 21.03.2015 | Moskwa        | Walka w umownym limicie -73 kg.                                             |
| Wygrana   | 16-0-1 | Wadim Orischak (4-2)            | Poddanie (duszenie zza pleców)   | 1     | 1:46 | Fight Nights – Fight Club                        | 02.12.2014 | Moskwa        |                                                                             |
| Wygrana   | 15-0-1 | László Soltész (22-11)          | TKO (ciosy pięściami)            | 1     | 2:49 | OFS – Octagon Fighting Sensation 2               | 17.10.2014 | Jarosław      |                                                                             |
| Wygrana   | 14-0-1 | Aleksander Świryd (1-3)         | Poddanie (duszenie trójkątne)    | 1     | 1:45 | SFC – Legacy of Sparta 1                         | 14.09.2014 | Zielonograd   |                                                                             |
| Remis     | 13-0-1 | Luiz Cado (8-3)                 | Remis (większościowy)            | 3     | 5:00 | Fight Nights – Battle of Moscow 16               | 11.07.2014 | Moskwa        |                                                                             |
| Wygrana   | 13-0   | Benjamin Brinsa (13-0)          | Poddanie (duszenie trójkątne)    | 1     | 2:25 | Fight Nights – Battle of Moscow 14               | 07.12.2013 | Moskwa        |                                                                             |
| Wygrana   | 12-0   | Dmitri Godynski (3-1)           | Poddanie (duszenie gilotynowe)   | 1     | 1:57 | Fight Nights – Battle of Moscow 13               | 26.10.2013 | Moskwa        |                                                                             |
| Wygrana   | 11-0   | Davrbek Isakov (3-11)           | Decyzja (jednogłośna)            | 3     | 5:00 | Ahimas Promotion – SPB Fighters 5: Bone to Bone  | 19.08.2013 | Petersburg    | Main Event                                                                  |
| Wygrana   | 10-0   | Mukhamied Berkhamow (3-0)       | Decyzja (jednogłośna)            | 3     | 5:00 | Ahimas Promotion – SPB Fighters 5: Bone to Bone  | 19.08.2013 | Petersburg    | Co-Main Event                                                               |
| Wygrana   | 9-0    | Ansagan Kusainow (1-0)          | Poddanie (duszenie zza pleców)   | 2     | 1:09 | Alash Pride – Great Battle                       | 30.03.2013 | Ałmaty        |                                                                             |
| Wygrana   | 8-0    | Szahwalat Jusubow (0-0)         | Decyzja (jednogłośna)            | 2     | 5:00 | Alash Pride 2                                    | 22.12.2012 | Ałmaty        |                                                                             |
| Wygrana   | 7-0    | Iwan Priwałow (1-0)             | Poddanie (ciosy pięściami)       | 3     | 2:27 | Unity Championships – Unity 4                    | 20.11.2012 | Wołgograd     | Co-Main Event                                                               |
| Wygrana   | 6-0    | Aleksiej Gannenko (3-0)         | TKO (ciosy pięściami)            | 1     | 2:23 | Fight Nights Global 12: Battle Of Moscow 8       | 03.11.2012 | Moskwa        |                                                                             |
| Wygrana   | 5-0    | Lom-Ali Nalgiew (0-0)           | Decyzja (jednogłośna)            | 2     | 5:00 | Unity Championships 3                            | 05.05.2012 | Wołgograd     |                                                                             |
| Wygrana   | 4-0    | Nikołaj Oparin (0-1)            | Poddanie (duszenie zza pleców)   | 2     | 4:20 | Unity Championships                              | 28.10.2011 | Wołgograd     |                                                                             |
| Wygrana   | 3-0    | Iwan Fomin (0-0)                | Poddanie (duszenie zza pleców)   | 2     | 2:34 | Fight Nights – The Fights With and Without Rules | 21.09.2011 | Moskwa        | Walka w wadze półśredniej.                                                  |
| Wygrana   | 2-0    | Magomiedrasul Omarow (2-1)      | Decyzja (jednogłośna)            | 2     | 5:00 | MFP: Volga Cup 2011                              | 17.06.2011 | Czeboksary    | Co-Main Event                                                               |
| Wygrana   | 1-0    | Albert Alijew (0-1)             | Decyzja (jednogłośna)            | 2     | 5:00 | MFP: Volga Cup 2011                              | 17.06.2011 | Czeboksary    | Mistrzostwa turniejowe MFP w wadze lekkiej.                                 |